# Nancyana duida
Nancyana duida är en insektsart som beskrevs av Delong 1975. Nancyana duida ingår i släktet Nancyana och familjen dvärgstritar. Inga underarter finns listade i Catalogue of Life.